# ゆき姉ちゃんの官能ごっこ。
『ゆき姉ちゃんの官能ごっこ。』（ゆきねえちゃんのかんのうごっこ）は、須河篤志による日本の漫画作品。ウェブコミック配信サイト『WEBコミックガンマぷらす』（竹書房）にて、2018年9月25日から2021年10月5日まで連載された。

## あらすじ
高校1年生・結城晋は、本が好きで地味でオッパイが大きい年上の幼なじみ・黒瀬雪乃に密かに想いを寄せている。しかし地味だと思っていた雪乃には「官能小説のエッチなシーンを真似する」という、知られざる趣味があった。やがて晋は、雪乃のごっこ遊びに巻き込まれていくことになる。

## 登場人物
黒瀬雪乃（くろせ ゆきの）
高校3年生。本が大好きで地味な女の子。地味に胸が大きい。「官能小説のエッチなシーンを真似する」という意外な趣味を持っており、それが晋にバレてしまうが、逆に晋にその趣味を手伝うように要求する。
結城晋（ゆうき しん）
ピカピカの高校1年生。雪乃の幼馴染で、密かに想いを寄せている。雪乃のごっこ遊びに巻き込まれ最初は恥ずかしがるも、次第に心を開いていく。

## 書誌情報
- 須河篤志 『ゆき姉ちゃんの官能ごっこ。』 竹書房〈バンブーコミックス〉、全5巻
  1. 2019年5月27日発売[2][3]、ISBN 978-4-8019-6619-2
  2. 2019年10月25日発売[4]、ISBN 978-4-8019-6773-1
  3. 2020年7月31日発売[5]、ISBN 978-4-8019-7014-4
  4. 2021年3月26日発売[6]、ISBN 978-4-8019-7235-3
  5. 2021年11月11日発売[7]、ISBN 978-4-8019-7510-1